# René Fernández
René Fernández (1906 – 1956) bolíviai válogatott labdarúgó.
A bolíviai válogatott tagjaként részt vett az 1930-as világbajnokságon.

## Külső hivatkozások
- René Fernández a FIFA.com honlapján Archiválva 2009. február 18-i dátummal a Wayback Machine-ben